# Hermonassa spilota
Hermonassa spilota är en fjärilsart som beskrevs av Moore 1867. Hermonassa spilota ingår i släktet Hermonassa och familjen nattflyn. Inga underarter finns listade i Catalogue of Life.